# Vigilante (DC Comics)
Vigilante es el nombre que usan varios personajes ficticios que aparecen en los cómics estadounidenses publicados por DC Comics. Las personas notables que asumieron el alias incluyen a Greg Saunders y Adrian Chase.
Una encarnación original de Vigilante llamado Vincent Sobel aparece en la serie de televisión Arrow, interpretado por Clayton Chitty y Johann Urb y con la voz de Mick Wingert. Freddie Stroma interpreta a la encarnación de Adrian Chase de Vigilante en la serie de televisión de DC Extended Universe, Peacemaker.

## Personajes
Los diferentes portadores de la identidad como Vigilante son, en orden de aparición: 
- Greg Saunders, creado por Mort Weissinger y Mort Meskin;
- Adrian Chase, creado por Marv Wolfman y George Pérez;
- Alan Welles, creado por Marv Wolfman y Chuck Patton;
- Dave Winston, creado por Paul Kupperberg y Tod Smith;
- Patricia Trayce, creada por Marv Wolfman y Steve Erwin;
- Justin Powell, creado por Bruce Jones y Ben Oliver;
- Dorian Chase, creado por Marv Wolfman y Jamal Igle;
- Donald Fairchild, creado por Gary Phillips y Elena Casagrande. Es el séptimo y actual Vigilante, creado para el reboot de la continuidad Los Nuevos 52/DC: Renacimiento.

## Historia sobre la publicación
Las apariciones de cada personaje fueron:
Greg Saunders: Debutó en las páginas de Action Comics Vol. 1 #42 (noviembre de 1941); Adrian Chase: Debutó en las páginas de New Teen Titans Vol. 1 Anual #2 (1983); Alan Welles: Debutó en las páginas de Vigilante Vol. 1 #20 (agosto de 1985); Dave Winston: Debutó en las páginas de Vigilante Vol. 1 #23 (noviembre de 1985); Patricia Trayce: Debutó en las páginas de Deathstroke, the terminator Vol. 1 #6 (abril de 1992); Justin Powell: Debutó en las páginas de Vigilante Vol. 2 #1 (noviembre de 2005); Dorian Chase: Debutó en las páginas de Nightwing Vol.2 #133 (agosto de 2007); y Donald Fairchild: Debutó en las páginas de la miniserie limitada Vigilante: Southland #1-3 (diciembre de 2017 - febrero de 2017); y #4-6 (mayo de 2017).

## Biografía ficticia de los personajes

### Greg Saunders, elVigilanteoriginal
El Vigilante original era un héroe con temática del viejo oeste, cuyas historias fueron publicadas como suplemento a las de Superman, en las páginas de Action Comics Vol. 1 #42 (noviembre de 1941). Originalmente se escribía Greg Sanders, pero su ortografía fue cambiada a Greg Saunders en la década de 1990. En una de sus historias se revelaría que su abuelo fue un guerrero nativo americano, y su padre era un sheriff en Wyoming. Cuando era joven, Saunders se trasladó al este, a la ciudad de Nueva York y se convirtió en cantante de country, el "Prairie Troubadour" (trovador de las praderas) de la radio. Greg regresó a su casa después de que su padre fuera asesinado, llevando ante la justicia a la banda de bandidos que lo mataron.
Vigilante, al igual que muchos héroes de su época, adquirió a un compañero que le ayudara en su lucha contra el crimen: Stuff, el chico de Chinatown, que fue introducido en las páginas de Action Comics Vol. 1 #45 (febrero de 1942). Stuff empezó a ayudar al Vigilante cuando un espía japonés conocido como el Jefe incrimina al abuelo de Stuff, acusándolo de provocar una guerra entre los Tong.
La mayoría de las aventuras en solitario del Vigilante, eran en contra de criminales comunes disfrazados y sin poderes. Era un excelente luchador, experto en trucos de combate, francotirador, jinete y conductor de motocicletas, así como experto con el lazo. Estas habilidades le daban ventaja sobre sus adversarios en sus aventuras, que transcurrían principalmente en la ciudad de Nueva York. 
Vigilante luchó con muy pocos enemigos que podrían considerarse como verdaderos "super-villanos". Sus archienemigos comunes eran el Dummy, un brillante inventor de armas y asesino profesional que se parecía a un muñeco de ventrílocuo (dummy, en inglés), tanto en tamaño como en rasgos faciales, y Rainbow Man (El hombre arcoiris), que cometía crímenes basados en colores. Vigilante también se enfrentó con el Rattler en varias ocasiones, así como con Fiddler y Shade, aunque estos dos últimos villanos no eran los enemigos de nombre similar que lucharon contra Flash. Otros de sus enemigos eran Shakes, el poeta del inframundo, y el Diccionario, un gánster con alto vocabulario.
Vigilante también fue reconocido como miembro de los Siete Soldados de la Victoria, (también conocidos como los Legionarios de la Ley), uno de los primeros equipos de superhéroes (que aparecieron en la revista de historietas de DC Comics Leading Comics). En estas aventuras, nunca apareció su compañero Stuff, siendo sustituido por un excéntrico anciano llamado Billy Gunn. Vigilante fue también uno de los pocos superhéroes que lograrían sobrevivir al final de la edad de oro de los cómics de superhéroes, al seguir teniendo apariciones en solitario en la revista de historietas Action Comics, hasta el #198 (1954), cuando fue reemplazado de manera permanente por Tommy Tomorrow.
Vigilante sería revivido en los años setenta en las páginas de la Liga de la Justicia de América, cuando los Siete Soldados de la Victoria fueron restablecidos a la continuidad activa. Al igual que Green Arrow, tenía un homólogo en Tierra-2, que era un miembro perdido de los Siete soldados, pero que no participó en la búsqueda hecha entre la JLA y la JSA para que fueran rescatados. Todos los miembros fueron enviados a través del tiempo tras derrotar al Nebula Man (a excepción Wing que había muerto en la batalla). El Flecha Verde de la Edad de Plata, Canario Negro y Johnny Thunder y Thunderbolt salvaron al Vigilante de una tribu de nativos americanos del viejo oeste que creían que con el tiempo, los hombres blancos tomarían el control de sus tierras. El contacto de Vigilante con Tierra 1, el universo de la Liga, se limitó a una historia de dos partes en la que ayudó a la JLA contra alienígenas que estaban determinados a contaminar en exceso la Tierra. Al estar observando, en su primera aparición en las páginas de Adventure Comics, que la Liga le ayudó a restablecer su carrera, incluso proporcionándole una nueva motocicleta. Más tarde se une y salva la vida de Superman (su puntería le permitió disparar una bala de plata desde las sombras a un hombre lobo que al ser una criatura mágica, estaba a punto de matar al Hombre de Acero). También recibió aparición periódica como personaje suplementario en una serie de historias cortas en las páginas de Adventure Comics, dibujadas por tanto Mike Sekowsky como por Gray Morrow, y también en la revista de historietas World's Finest Comics.
La serie de corta duración de World's Finest Comics culminó con Vigilante llegando a Ciudad Gótica para encontrarse con su antiguo compañero Stuff, solo para encontrarse que viejo su amigo fue asesinado por su antiguo enemigo, Dummy. Al final de esta serie, Vigilante se marchó con el hijo de Stuff (que había sido entrenado por Richard Dragon).
Vigilante continuó apareciendo esporádicamente como superhéroe de DC Comics, habiéndose establecido como dueño de un rancho para turistas en Ciudad Mesa (la antigua casa del héroe conocido como Johnny Thunder).

#### Maxiserie Post-Crisis: LosSiete Soldados
La maxiserie limitada de Grant Morrison Siete Soldados #0, Vigilante reaparece para crear a una nueva encarnación de los Siete Soldados de la Victoria, para combatir una araña monstruosa de Mesa Milagro. Este al parecer la mató junto con el resto del equipo, solo para volver a aparecer como fantasma en Bulleteer #3 (tie-in de la serie Siete soldados).Aquí, trata de reclutar de nuevo a un nuevo equipo de siete héroes para poder luchar contra una amenaza llamada Sheeda. Afirma que las acciones de Bulleteer le permitirán al resto uniseles.

#### Retorno
En la revista de historietas Superman's Pal Jimmy Olsen, aparece Greg Saunders vivo, como el sheriff de Warpath, una ciudad en la mexicana fronteriza conocida anteriormente por sus actividades criminales cometidas por supervillanos. La narración de Olsen señala que Saunders había muerto y que había vuelto a la vida, pero no entró en muchos detalles. Olsen también señala que Saunders aparece más joven, a pesar de que conserva claramente toda su experiencia pasada. Saunders y una versión de un héroe misterioso conocido como el Guardián repelieron una invasión de villanos de México.

#### Los Nuevos 52
Con el reboot de la continuidad del Universo DC con la iniciativa Los Nuevos 52, Greg Sanders (una vez más recuperando el apellido original), sería reintroducido en la miniserie limitada Shade, era un vigilante que operaba en Ciudad Opal a mediados de siglo XX. Portando dos de seis armas y una motocicleta, Vigilante combate a mafiosos y nazis, ganándose una reputación en la ciudad. Vigilante finalmente fue contactado por el inmortal condenado en el tiempo Shade hacia el año de 1944, con el fin de solicitar ayuda para rescatar a su bisnieto Darnell Caldecott de los espías nazis. Vigilante estando de acuerdo, este le ayudaría a cambio de detener a unas bandas criminales locales. Después de que el rescate fue exitoso, Sanders y Shade se separaron.

### Adrian Chase, el segundoVigilante
Adrian Chase, apareció por primera vez como Vigilante en 1983 en los cómics de los New Teen Titans Anual Vol. 1 #2 creado por el escritor Marv Wolfman y el dibujante George Pérez. Era originalmente el fiscal de distrito de la ciudad de Nueva York, cuya familia fue asesinada por la mafia, Chase buscaba la justicia con sus propias manos a su manera bajo el manto de Vigilante. Después de su aparición inicial, tuvo su propia serie regular, inicialmente escrito por Wolfman, y más tarde incluyó a otros autores como Alan Moore (en las ediciones #17-18) y Paul Kupperberg. En los primeros números de la serie, se demostró que Adrian se esforzó por asegurarse de que él no mataba a sus enemigos (a diferencia del Punisher, su contrapartida de Marvel), y que usaba regularmente armamento no letal para detener a sus oponentes. Sin embargo, en la edición #37, Vigilante permitió que un oficial de policía muriera como resultado directo de sus acciones. Vigilante por aquel entonces se hizo más violento y fue llevado a ser forzado a esconderse entre el fuego cruzado. A lo largo de la serie, Chase estaba atormentado por la forma de implantar la justicia sobre sus acciones y el dolor que había llevado a los demás. Ya en el segundo número de la serie de Chase anunciaba abandonar su identidad disfrazadas tras golpear salvajemente a un exconvicto que resultó ser inocente. Eventualmente Chase, abandonaría su identidad como Vigilante, creyendo que podía ser más eficaz a la vez y también más feliz como juez. Sin embargo, durante su ausencia, otros personajes portarían la identidad como Vigilante, como su sucesor, por dos de sus amigos sin su conocimiento.

#### Los Usurpadores del manto
El primero de ellos, fue el compañero juez Alan Welles, que operaba de una manera mucho más violenta, incluso asesinando a los ladrones de poca monta. Chase, finalmente lo rastreó y mató a esta encarnación de Vigilante, sin darse cuenta de que era uno de sus amigos. El incidente dio lugar a un aumento en la culpabilidad por parte de Chase y también aumentó el escrutinio de un grupo de trabajo encabezado por un agente de la ley llamado Harry Stein, mientras trataba de encubrir el papel de Alan Welles como Vigilante.
Poco después de esto, otro aspirante al manto de Vigilante, llamado Dave Winston, otro de los amigos de Adrian Chase, asumió la identidad de Vigilante. Inicialmente se negaba a matar, Winston negoció con la feroz reputación de Vigilante en la que se caracterizaba por intimidar por información con matones. Fue asesinado por Peacemaker al tratar de detener un secuestro de un avión, que estaba Chase.

#### Adrian Chase vuelve a serVigilante
A raíz de la muerte de Winston, Chase, una vez más asume el manto de Vigilante, sintiendo que era la única manera de proteger a sus seres queridos. En busca de venganza del Peacemaker, estando fuera de forma, Chase fue golpeado brutalmente durante una pelea y fue desenmascarado en la televisión en vivo, poniendo así fin a su identidad secreta y forzándolo a asumir un papel más complicado en el papel que lo identificó inicialmente como Vigilante.
A medida que progresaba la serie, Chase se convirtió cada vez más volvía a entrar en conflicto sobre su papel como Vigilante, dedicándose a ser más y más violento e indiscreto, volviendo a causar más daño y dolor a aquellos que le rodeaban. Cada vez más se hizo mucho más inestable mentalmente, alternándose violentamente entre ataques estando enfurecido, la paranoia, y un terrible remordimiento por sus acciones. Cerca de su fina de su carrera de manera definitiva, incluso se recurrió a asesinar policías inocentes que se interpusieron en su camino. Su montada culpa culminó hacia el último número de su serie el # 50, donde, poco después de contemplar transcurso de su vida, Chase se suicidó.
Antes de su muerte, con frecuencia se enfrentó con Cannon y Saber y con Electrocutioner.

#### Day of Judgment
Adrian haría acto de presencia en el evento denominado Day of Judgment, como uno de los pocos Antiheroes muertos en el Purgatorio. Él y los demás colaboran interviniendo y luchando contra los guardianes del reino de los cielos, por lo que los demás héroes vivos pudieran escapar con el alma de Hal Jordan. Cuando la crisis concluyó con Hal Jordan asumiendo el manto del Espectro, Jim Corrigan apareció brevemente en la Tierra, indicando que los esfuerzos de Chase y otros héroes del Purgatorio habían ganado una apelación en la Ciudad Shining.

### Otros portadores del manto

#### PatriciaPatTrayce
El siguiente Vigilante, sería una mujer, llamada Patricia Trayce, una renegada detective de la policía de Ciudad Gótica que se unió a Deathstroke el Terminator en la historieta mensual Deathstroke el Terminator, serie escrita por Marv Wolfman y George Pérez. Trayce se encontró casualmente con el segundo Vigilante (Adrian Chase) y adoptado un traje similar. Ella era también era amante de Deathstroke. Ella apareció por primera vez en las páginas de Deathstroke The Terminator Vol. 1 #6. En Deathstroke The Terminator Vol. 1 #11, Pat Trayce retoma el uniforme de Vigilante. Ella sería entrenada por el mismo Deathstroke, y pronto comenzaría a trabajar sola.

#### Justin Powell
A finales de 2005, DC Comics publicó una nueva serie limitada, esta vez se trataría sobre un nuevo personaje que tomaría el manto de Vigilante, escrita por Bruce Jones y el artista Ben Oliver. La identidad del nuevo personaje de dicho título se deja inicialmente misteriosa, pero al parecer se trataría de una nueva encarnación del personaje.
Su nombre originalmente era conocido inicialmente como Justin "Jay" Sutter. Cuando se encontró a un asesino con un niño, creó una segunda personalidad en su mente, al cual llamó Vigilante. Jay en algún momento cambiaría su nombre a Justin Scott Powell (por el cual de ahí en adelante sería asimismo conocido) y se convertiría en el nuevo Vigilante inconscientemente. Mientras Powell no estaba al tanto de la personalidad de Vigilante, este Vigilante sabía todo sobre Powell. Al final de la miniserie, Powell fue capaz de conciliar las dos personalidades. Este Vigilante fue visto por última vez, al lado de Wild Dog y Crimson Avenger, en una azotea durante los acontecimientos de la gran batalla que se dio en la ciudad de Metropolis, haciendo llover balas sobre Twigger Twins, los Madmens, el segundo Spellbinder, y a otros durante los acontecimientos de la Crisis Infinita #7.

#### Dorian Chase
El más reciente Vigilante apareció en las páginas e Nightwing Vol.2 #133-137. Mientras que llevaba un traje similar al de Adrian Chase, este nuevo vigilante llevab una máscara. Teniendo en cuenta que Marv Wolfman había señalado que en el arco de la historia de dicha serie, "321 Días" fue interrumpida por dos historias relacionadas al evento Batman R.I.P., en el que querían que Nightwing figurase dicho título en dicha historia, por lo que dicha historia final, como pudo apreciarse quedó inconclusa, sobre todo para cualquiera de los respectivos personajes.

##### Gotham Underground
Este Vigilante también aparecería de nuevo en Gotham Underground, situada justo después de su encuentro inicial con Nightwing. Es mostrado que es un luchador formidable, pero es derrotado fácilmente por Batman.

##### Vigilante Vol.3
Tras los acontecimientos de Vigilante Vol.3 #1 (febrero de 2009), el nuevo Vigilante se le ve fuera del traje por primera vez y se conoce su nombre gracias a su aliado J.J. como "Dorian". Inicialmente se operaba bajo la identidad de Joe Flynn, como fachada, al ser un delincuente de poca monta con una hoja de terribles antecedentes penales, pero más tarde se reveló que el verdadero Joe Flynn estaba muerto. Dorian tiene una tecnología para injertarle la cara a otra persona así como el la hacía cosigo mismo (similar al método del superhéroe Question) y su asociado le colaboraba con el cambio de sus registros policiales, por lo que su huella dactilar y el ADN apuntaban a su falsa identidad. Al final del primer arco de la historia, Dorian abandona la identidad Joe Flynn y comienza a hacer los preparativos para asumir una nueva identidad como un criminal muerto y olvidado. 
También se revela que Dorian es un hermano del fallecido Adrian Chase, como fue relatado en las páginas de Vigilante Vol.3 #9. Poco se supo sobre su pasado, pero su antigua esposa está muerta y él estuvo un buen tiempo en prisión al trabajar con mob.
En un momento dado, J.J. advierte a Vigilante sobre los peligros que lo podían empujar asimismo hacia el punto de su autodestrucción, al comentar que él ha "visto lo que sucedió" con su propio hermano, Adrian Chase. Vigilante describe su hermano predecesor como un tonto. Este Vigilante jugaría un papel importante en el crossover la "Trampa de la muerte" entre la serie de historietas de los Titanes y los Teen Titans. Él se dirige a hacia un desequilibrado Jericho para poder asesinarlo, llevándole a tener un conflicto contra ambos equipos de superhéroes. Vigilante tiene éxito en la búsqueda de Jericho, pero, después de haber prometido a Rose Wilson de no matarlo, en su lugar utilizado sus poderes de posesión mental, Jericho terminó por utilizar sus poderes.
Este Vigilante había estado operando sin ser visto en Europa durante varios años antes de regresar a los Estados Unidos, luego dirigiéndose a atacar al criminal llamado Mob y a otros delincuentes locales.

#### Los Nuevos 52/DC: Renacimiento: Donald Fairchild
Con el reinició de continuidad iniciada por Los Nuevos 52, y los efectos del retcon de continuidad para definir algunos vacíos negativos de los Nuevos 52, la iniciativa DC: Renacimiento nos presentó una miniserie que actualmente se encuentra en pausa en el #3, la miniserie limitada, llamada Vigilante: Southland" (2016-2017), contó con una historia en la cual presentan a una nueva encarnación de Vigilante, esta vez un afroamericano ex-estrella del Baloncesto, llamado Donald Fairchild, que vive en unos suburbios donde se presenta el típico problema de un barrio donde convive el crimen organizado, las pandillas y la corrupción, allí su hermana es asesinada mientras investiga las operaciones de una misteriosa organización, tras la muerte de su hermana, termina disfrazandose como el nuevo "Vigilante", como medida en la cual buscará resolver el crimen de su hermana y lo que ahí detrás de dicho asesinato.